# Карли Филипс
Карън Дрогин (на английски: Karen Drogin) е американска плодовита писателка на бестселъри в жанра съвременен любовен роман, чиклит и еротичен любовен роман. Пише под псевдонима Карли Филипс (на английски: Carly Phillips).

## Биография и творчество
Карън Дрогин е родена на 7 юли 1965 г. в Ню Йорк, САЩ. Има брат. Отраства в Спринг Вали. Учи в университета Брендайс в Уолтъм, Масачузетс. После учи право в университета на Бостън и придобива правна специалност през 1991 г. от Нюйоркския университет.
Работи като адвокат. След раждането на първата си дъщеря през 1992 г. решава, че ще започне да пише любовни романи. След 7 години и 10 неуспешни ръкописа реализира първия си роман в издателство „Арлекин“.
Първият ѝ роман „Brazen“ е издаден през 1999 г.
Удостоена е с различни литературни награди.
Карън Дрогин живее със семейството си в предградието „Пърчейз“ на Харисън, щат Ню Йорк.

## Произведения
частична библиография

### Самостоятелни романи
- Brazen (1999)
- Solitary Man (2000)
- Seduce Me (2001) – издаден и като „Erotic Invitation“
- The Boyfriend Experience (2019) – с Ерика Уайлд

### Серия „Просто“ (Simply)
1. Simply Sinful (2000)
2. Simply Scandalous (2000)
3. Simply Sensual (2001)
4. Body Heat (2001)
5. Simply Sexy (2002)

### Серия „Братя Чандлър“ (Chandler Brothers)
1. The Bachelor (2002)
2. The Playboy (2003)
3. The Heartbreaker (2003)

### Серия „Сестрите Костас“ (Costas Sisters)
1. Under the Boardwalk (2004)
2. Summer Lovin' (2005)

### Серия „Тай и Хънтър“ (Ty and Hunter)
1. Cross My Heart (2006)
2. Sealed with a Kiss (2007)

### Серия „Късметлия“ (Lucky)
1. Lucky Charm (2008)
2. Lucky Streak (2009)
3. Lucky Break (2009)

### Серия „Най-приемливите ергени“ (Most Eligible Bachelors)
1. Kiss Me If You Can (2010)
Целуни ме, ако можеш, изд. „Санома Блясък България“ (2012), прев. Анета Макариева-Лесева
2. Love Me If You Dare (2010)
Обичай ме, ако смееш, изд. „Санома Блясък България“ (2013), прев. Гергана Драйчева

### Серия „Перфектни“ (Serendipity's Finest)
1. Perfect Fit (2012)
2. Perfect Fling (2013)
3. Perfect Together (2014)

### Серия „Лошите момчета милионери“ (Billionaire Bad Boys)
1. Going Down Easy (2016)
2. Going Down Fast (2016)
3. Going Down Hard (2017)
4. Going In Deep (2017)
5. Going all the Way (2018)

### Серия „Братя Найт“ (Knight Brothers)
1. Take Me Again (2019)
2. Take the Bride (2019)
3. Take Me Down (2019)
4. Dare Me Tonight (2019)
5. Take Me Now (2019)

### Участие в общи серии с други писатели

#### Серия „Фантазии ООД“ (Fantasies Inc.)
2. Secret Fantasy (2001)
от серията има още 3 романа от различни автори

### Сборници
- Naughty or Nice? (2001) – с Шерилин Кениън, Патриша Райън и Катрин Смит
- Invitations to Seduction (2003) – с Джанел Денисън и Вики Томпсън
- Stroke of Midnight (2004) – с Джаки Далесандро и Жанел Денисън
- Skin Tight / Hot Number (2005) – със Сюзън Андерсън
- Santa, Baby (2006) – с Дженифър Крузи и Лори Фостър